# Mount Isaac
Mount Isaac är ett berg i Antarktis. Det ligger i Östantarktis. Nya Zeeland gör anspråk på området. Toppen på Mount Isaac är 1 250 meter över havet.
Terrängen runt Mount Isaac är kuperad västerut, men österut är den bergig. Trakten är obefolkad. Det finns inga samhällen i närheten.